# Unione Sportiva Avellino 1967-1968
Questa voce raccoglie le informazioni riguardanti l'Unione Sportiva Avellino nelle competizioni ufficiali della stagione 1967-1968.

## Rosa
| N. |                   | Ruolo | Calciatore\|               |
| -- | ----------------- | ----- | -------------------------- |
|    | Italia (bandiera) | P     | Carlo De Amicis            |
|    | Italia (bandiera) | P     | Danilo Facchetti           |
|    | Italia (bandiera) | P     | Lorenzo Piccoli            |
|    | Italia (bandiera) | D     | Giampaolo Bagagli          |
|    | Italia (bandiera) | D     | Claudio Cattonar           |
|    | Italia (bandiera) | D     | Raffaele Genovese          |
|    | Italia (bandiera) | D     | Giuliano Pez               |
|    | Italia (bandiera) | D     | Alfio Riti (vice capitano) |
|    | Italia (bandiera) | C     | Giovanni Fracon            |
|    | Italia (bandiera) | C     | Ferdinando Giacometti      |

| N. |                      | Ruolo | Calciatore                     |
| -- | -------------------- | ----- | ------------------------------ |
|    | Italia (bandiera)    | C     | Armando Picciafuoco            |
|    | Italia (bandiera)    | C     | Vincenzo Polselli              |
|    | Italia (bandiera)    | C     | Giancarlo Versolato (capitano) |
|    | Italia (bandiera)    | A     | Bruno Abbatini                 |
|    | Argentina (bandiera) | A     | José Alberti                   |
|    | Italia (bandiera)    | A     | Valter Bronzini                |
|    | Italia (bandiera)    | A     | Fortunato Cesero               |
|    | Italia (bandiera)    | A     | Gian Piero Ghio                |
|    | Italia (bandiera)    | A     | Enzo Grassi                    |
|    | Italia (bandiera)    | A     | Costantino Paradiso            |